# Eleições gerais no Brasil em 2022
As eleições gerais no Brasil em 2022 ocorreram em 2 de outubro, para o primeiro turno, e, para o segundo turno, em 30 de outubro, no caso de eleições majoritárias (cargos do Executivo), quando necessário. Nesses dias, foram eleitos o Presidente, o Vice-Presidente, Governadores, Câmara dos Deputados e o Senado. As eleições para estados, Distrito Federal, Assembleias Legislativas Estaduais e Câmara Legislativa do Distrito Federal aconteceram simultaneamente. Segundo decisão de 2020 do Tribunal Superior Eleitoral (TSE), os partidos políticos devem atribuir parte de suas listas e tempo de emissão durante a campanha eleitoral a candidatos afro-brasileiros.
O Tribunal Superior Eleitoral estimou que o Brasil teria a participação de 148 milhões de eleitores na votação, o que coloca o país como a segunda maior democracia do hemisfério ocidental e uma das maiores do mundo. Além disso, o cadastro de novos eleitores bateu recorde. Mais de 2 milhões de jovens entre 16 e 18 anos tiraram seu título de eleitor até 5 de maio — um aumento de 47% em relação ao mesmo período das eleições anteriores em 2018.
Esta foi a última eleição em que o Presidente e o Vice-Presidente da República e os Governadores e Vice-Governadores dos Estados e do Distrito Federal tomarão posse no dia 1 de janeiro após as eleições. Com a Emenda Constitucional n.° 111, o Presidente e o Vice-Presidente da República eleitos nesta eleição tomaram posse na data já mencionada, mas com o mandato estendido até 5 de janeiro de 2027, enquanto os Governadores e Vice-Governadores terão o mandato até 6 de janeiro de 2027.

## Contexto

### Violência política
Em 9 de julho de 2022, a menos de três meses das eleições, o guarda municipal Marcelo Aloizio de Arruda, dirigente municipal do Partido dos Trabalhadores, foi assassinado no dia do seu aniversário, em Foz do Iguaçu (Paraná), por motivações políticas. O atirador, Jorge José da Rocha Guaranho, é um agente penitenciário federal que invadiu o local da festa de aniversário da vítima se declarando apoiador do presidente Jair Bolsonaro e atirando em Marcelo. Guaranho também ficou ferido durante o ataque, em razão da legítima defesa exercida pela vítima, tendo alguns veículos da mídia noticiado erroneamente a morte de ambos. Marcelo de Arruda deixou viúva e quatro filhos.
Na noite do dia 7 de setembro de 2022, um homem identificado como Benedito Cardoso dos Santos, apoiador de Luiz Inácio Lula da Silva, foi assassinado a facadas e machadadas pelo apoiador de Jair Bolsonaro, Rafael Silva de Oliveira. O crime ocorreu após uma discussão sobre política enquanto os dois trabalhavam cortando lenha em uma propriedade rural em Confresa, no Mato Grosso. Rafael foi ao hospital por conta de ferimentos, alegando que teria sido roubado. Porém, o mesmo confessou o crime e foi preso em flagrante, tendo sua prisão convertida em preventiva.
No dia 24 de setembro, na cidade de Cascavel (Ceará), um homem de 59 anos entrou em um bar perguntando em voz alta "quem é eleitor do Lula aqui?". Antônio Carlos Silva de Lima, um homem de 39 anos que trabalhava como caseiro, respondeu afirmativamente, e o primeiro procedeu a desferir golpes de faca na região das costelas de Antônio Carlos, que chegou a ser socorrido mas não resistiu aos ferimentos e morreu. O assassino, Edmilson Freire da Silva, foi capturado e preso preventivamente dois dias depois.
Antes mesmo de concluir os dois turnos das eleições, levantamentos realizados por centros de pesquisa que monitoram a violência política nas eleições gerais de 2022 no Brasil, a exemplo da Anistia Internacional e o Observatório da Violência Política e Eleitoral no Brasil da UNIRIO, apontaram um aumento de assassinatos, ameaças contra eleitores, agressões físicas e restrições na liberdade de movimento de candidatos ainda no primeiro turno.
De acordo com a Anistia Internacional, nos três meses que precederam o pleito do primeiro turno, que ocorreu em 2 de outubro de 2022, foi registrado pelo menos um caso de violência política a cada dois dias. Destes casos, 88% deles ocorreram apenas no mês de setembro de 2022, o que inclui assassinatos de eleitores, ameaças e agressões físicas contra eleitores e candidatos, além de restrições à liberdade de movimento de candidatos. 
Em 5 de outubro de 2022, o Observatório da Violência Política e Eleitoral no Brasil da UNIRIO contabilizou pelo menos 212 casos de violência política entre julho e setembro de 2022, o que representaria um aumento de 110% em relação ao trimestre anterior (abril a junho de 2022). No mesmo dia, Luis Antônio Ferreira da Silva, apoiador de Luiz Inácio Lula da Silva, foi preso em flagrante após matar a facadas o colega José Roberto Gomes Mendes, apoiador de Jair Bolsonaro, com quem compartilhava uma residência em Itanhaém, no litoral paulista. O suspeito confessou que o crime foi motivado por causa de uma discussão por "discordância política". Segundo o suspeito, a discussão teria levado o bolsonarista a atirar uma panela em sua direção e, em seguida, pegar uma faca para atacá-lo. Luis Antônio, então, teria conseguido desarmar a vítima, golpeando-a até a morte.
Em 30 de outubro de 2022, na cidade de Belo Horizonte (MG), um homem identificado como Pedro Henrique Dias Soares, apoiador de Luiz Inácio Lula da Silva, foi assassinado a tiros por um apoiador de Bolsonaro, um homem de 36 anos que tinha certificado de colecionador, atirador esportivo e caçador, enquanto comemorava a eleição no segundo turno de Lula da Silva como presidente do Brasil. Durante a ação criminosa, o atirador feriu a mãe de Pedro Henrique e uma prima dele, porém sem gravidade. Na mesma ação, uma das balas atingiu a menina Luana Rafaela Oliveira Barcelos, com apenas 12 anos de idade, que veio a óbito em 3 de novembro de 2022 como consequência dos ferimentos.
De acordo com levantamento da Agência Pública, que levou em conta apenas o período oficial de campanha eleitoral, de 16 de agosto de 2022 até 30 de outubro de 2022, data da votação do segundo turno, teriam ocorrido pelo menos 324 casos de violência política e eleitoral, o que resulta em uma média de quatro casos por dia, sendo que entre essas ocorrências, foram constatados pelo menos 15 assassinatos e 23 tentativas de assassinato, que tinham motivação política.

### Desinformação
Em virtude da popularização das redes sociais e dos aplicativos de mensagens, as eleições gerais no Brasil em 2018 foram profundamente marcadas pela produção e divulgação em massa de notícias falsas. Para 2022, o Tribunal Superior Eleitoral firmou uma série de acordos com aplicativos e plataformas, como Facebook, WhatsApp, Twitter, Google e TikTok, entre outros serviços, na tentativa de coordenar ações contra a propagação de fake news. Apesar dos esforços, segue existindo circulação de notícias falsas em 2022, havendo pouca ou nenhuma punição aos financiadores e intermediários do conteúdo.

### Transporte público gratuito e operações policiais
Entre o primeiro e o segundo turno das eleições, o STF julgou consulta realizada pelo partido Rede Sustentabilidade quanto à legalidade de providenciar transporte público gratuito em dias de eleições, decidindo pela legalidade da prática. A maioria das capitais e várias cidades e estados acataram a decisão e providenciaram transporte público gratuito no dia 30 de outubro, segundo turno das eleições. No dia 25, o STE aprovou e regulamentou a decisão, ao mesmo tempo que proibiu a redução da frota do transporte público no dia da eleição. O principal objetivo citado seria diminuir as abstenções, principalmente entre eleitores mais pobres. A campanha do presidente Jair Bolsonaro se opôs à decisão, pedindo limitação da oferta de transporte, alegadamente porque tem menor preferência entre os eleitores no grupo demográfico de beneficiados pela prática.
Para contrapor a medida, circularam acusações de que a Polícia Federal e a Polícia Rodoviária Federal, alegadamente com agentes majoritariamente bolsonaristas, planejavam realizar operações de verificação em veículos de transporte público com o objetivo de atrasá-los e, eventualmente, impedir que parte da população chegasse às suas seções eleitorais a tempo de votar. O TSE foi informado das intenções e seu presidente, Alexandre de Moraes, expediu ordem proibindo as polícias de realizar este tipo de operação no dia. A despeito da ordem, as polícias realizaram número de operações expressivamente superior a outros dias de eleição, pelo que seus diretores foram intimados a prestar esclarecimentos, vindo, então, a declarar que encerrariam as operações.

## Sistema eleitoral

Logo oficial das eleições de 2022

O voto no Brasil é permitido a cidadãos maiores de 16 anos, e obrigatório entre 18 e 70 anos. Aqueles que não votarem numa eleição e depois não apresentarem uma justificativa aceitável, como estar ausentes de seu lugar de votação nesse momento, devem pagar uma multa de R$ 3,51 por cada turno. Os cidadãos brasileiros que residem fora do Brasil só podem votar para a eleição presidencial.
São considerados votos válidos todos os votos dedicados a alguma chapa (eleições majoritárias), candidato ou legenda (eleições proporcionais). Votos nulos (com a digitação de números de chapas ou candidatos inexistentes) ou brancos são computados apenas para fins estatísticos, não tendo a possibilidade de anular uma eleição independente de sua quantidade.

### Transparência
Para acompanhar a eleição, o TSE criou uma comissão externa que vai acompanhar o processo eleitoral, contando com nomes como o ex-senador Antonio Anastasia, Benjamin Zymler (ministro do Tribunal de Contas da União), o general Heber Garcia Portella (que comanda a Defesa Cibernética das Forças Armadas), a conselheira da OAB Luciana Diniz Nepomuceno (irmã de Daniel Diniz Nepomuceno, secretário executivo do Ministério do Turismo), Paulo César Hermann Wanner, do Serviço de Perícias em Informática da Polícia Federal, e o vice procurador-geral eleitoral Paulo Gustavo Gonet Branco, pelo MPE (Ministério Público Eleitoral).

### Eleições majoritárias
As eleições para presidente e vice-presidente e para governador e vice-governador dos estados e do Distrito Federal são no sistema majoritário - ou seja, são eleitas as chapas (com titular e vice) que receberem mais votos. Caso alguma chapa não obtenha a maioria absoluta (50% +1 dos votos válidos), as duas chapas mais votadas concorrem entre si em segundo turno.
As eleições para senador também são majoritárias, mas, neste caso, vence o mais votado (nas eleições em que há eleição de apenas um senador, como em 2022), ou os dois mais votados (nas eleições em que há abertura de duas vagas), independentemente de quantidade de votos, sem possibilidade de segundo turno. Os mandatos dos senadores são de 8 anos, de forma que em cada eleição são eleitos, alternadamente, um ou dois senadores.

### Eleições proporcionais
Nas eleições proporcionais (para deputados federais, estaduais e distritais), o sistema eleitoral é o voto proporcional por lista aberta. Neste sistema, O total de votos recebidos pelo partido (incluindo a possibilidade do voto em legenda, ou seja, apenas nos números do partido, sem indicação de candidato) define a quantidade de vagas que o partido recebe, e a ordem de preenchimento das vagas é definida pela ordem decrescente do número de votos de cada um dos candidatos do partido.
Até as eleições gerais no Brasil em 2014, havia a possibilidade da formação de coligação partidária. Neste sistema, dois ou mais partidos se uniam em coligação, com o total de votos da coligação definindo o número de vagas do conjunto de partidos e a distribuição de vagas acontecendo em ordem decrescente dos candidatos de todos os partidos da coligação. Após o término da eleição e distribuição das vagas, cada partido coligado poderia seguir operando independentemente, com as vagas pertencentes aos partidos. O sistema de coligações foi extinto pela reforma eleitoral de 2017, e nas eleições gerais de 2018 a distribuição de vagas foi apenas por partido.
Para as eleições de 2022, valerão as modificações introduzidas pela reforma eleitoral de 2021. Assim, pela primeira vez no Brasil, as eleições de 2022 contam com a possibilidade de formação de federações partidárias. Estas diferem das coligações porque a federação partidária tem estatuto próprio e permanece vigente por todo o mandato, com aspectos de fidelidade partidária e orientações de bancada valendo para todo o período. A federação também funciona como uma união formal com validade de 4 anos, valendo inclusive para as eleições municipais de 2024. Durante este período, a Federação atua como se fosse um partido único, com um presidente, um estatuto e orientações de bancada unificadas. O voto em qualquer legenda de partido dentro de uma federação compõe um quociente eleitoral único para a federação. Em 2022 foram registradas três federações: Federação Brasil da Esperança, formada pelos partidos PT, PCdoB e PV; Federação PSDB Cidadania, formada pelos partidos PSDB e Cidadania; e Federação PSOL REDE, formada pelos partidos PSOL e REDE. Todos os demais partidos atuam de forma independente e com quociente eleitoral próprio, existindo a possibilidade de que partidos ou federações se unam em apoios comuns a candidatos das eleições majoritárias.

### Cargos em disputa

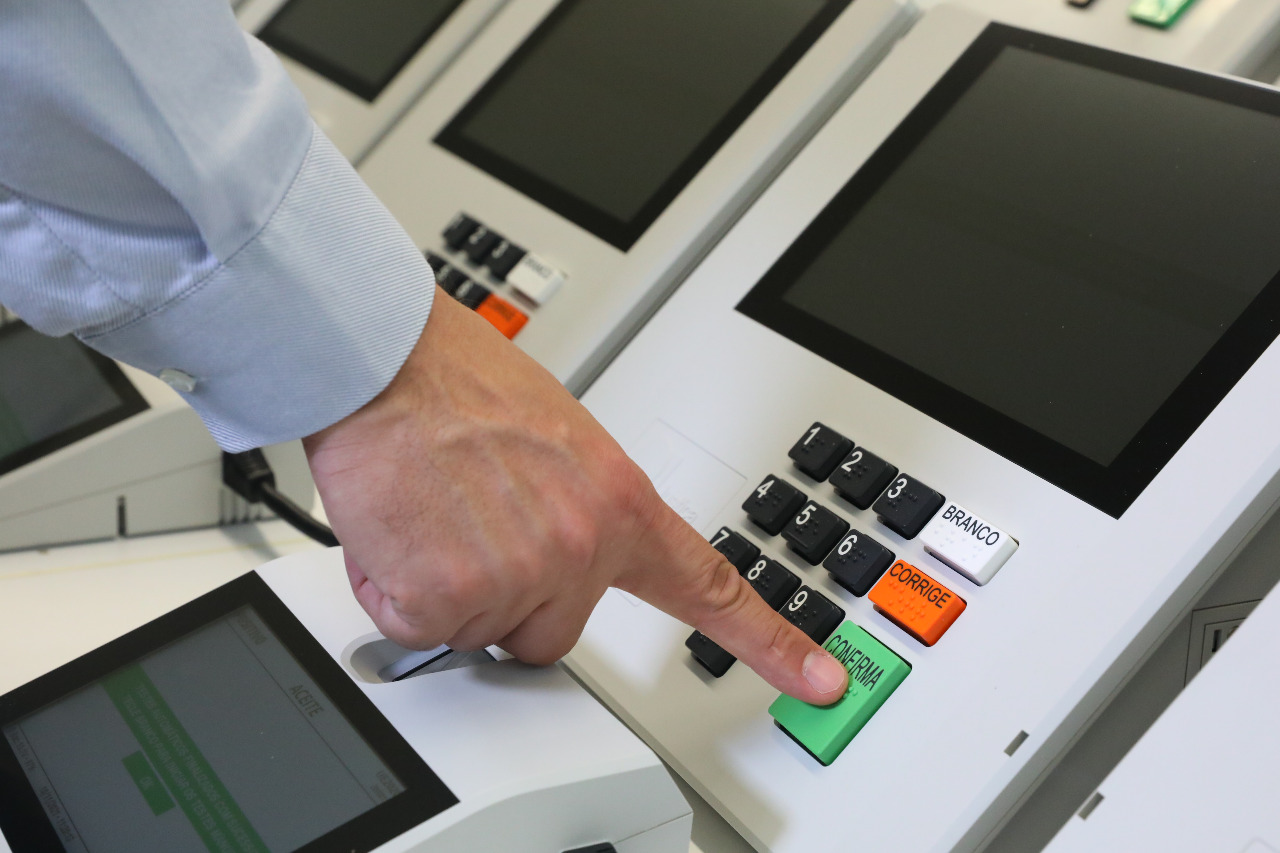
Coletores eletrônicos de voto para a eleição de 2022

- Presidente e Vice-presidente da República — elegem-se mediante o sistema de segundo turno eleitoral. Os cidadãos podem apresentar as suas candidaturas à presidência, e participar nas eleições gerais, que ocorrem no primeiro domingo de outubro, que neste caso é em 2 de outubro de 2022. Se um candidato recebe mais de 50% dos votos totais, é eleito sem necessidade de segundo turno. No entanto, se nenhum candidato atingir 50% de votos, é realizado um segundo turno no último domingo de outubro, neste caso em 30 de outubro de 2022. No segundo turno apenas participam os dois candidatos que obtiverem mais votos no primeiro turno, sendo o vencedor eleito presidente do Brasil.[43]
- Senadores(as) — um terço dos 81 membros do Senado Federal serão eleitos, tendo os outros dois terços sido eleitos em 2018. Eleger-se-á um candidato de cada um dos estados e do Distrito Federal mediante votação por maioria.[44]
- Deputados(as) federais — todas as 513 vagas da Câmara dos Deputados estão em disputa, com candidatos eleitos de 27 distritos eleitorais multinominais correspondentes aos estados e ao Distrito Federal, que variam em tamanho de 8 a 70 cadeiras. As eleições da Câmara realizam-se utilizando o escrutínio proporcional plurinominal de listas abertas, com cadeiras alocadas utilizando o quociente simples. Os assentos restantes atribuem-se mediante o método D'Hondt.[45]
- Governadores(as) e Vice-governadores(as) — em todos os estados e no Distrito Federal serão eleitos mediante o sistema de segundo turno eleitoral, se necessário, da mesma forma que a eleição presidencial.
- Deputados(as) estaduais e distritais — todas as vagas para as Assembleias Legislativas estaduais e da Câmara Legislativa do Distrito Federal, que variam entre 24 a 94 cadeiras. Estas eleições também se realizam utilizando a representação proporcional de lista aberta, com cadeiras alocadas utilizando o quociente simples.
- Conselheiros(as) distritais — todas as sete vagas para o Conselho Distrital de Fernando de Noronha serão disputadas por voto único intransferível sem exigência de filiação partidária e, pela primeira vez, na mesma urna de votação dos mais cargos.[46]

### Horários unificados de votação
Conforme previsto em resolução do TSE de dezembro de 2021, os horários de votação, que até 2020 seguiam sempre os horários locais, são unificados e seguem o horário oficial de Brasília, iniciando-se às 8:00 e encerrando-se às 17:00 no horário da capital. Desta forma, as seções eleitorais funcionam das 9h às 18h no horário local em Fernando de Noronha e das 6h às 15h no horário local do Acre, por exemplo. Eleitores que já estão na fila no horário de encerramento podem votar. Com a medida, a apuração das urnas no país inteiro se inicia às 17h de Brasília.
Os horários locais oficiais para as eleições são:
- Acre: das 6h às 15h
- Amazonas (municípios de Amaturá, Atalaia do Norte, Benjamin Constant, Eirunepé, Envira, Guajará, Ipixuna, Itamarati, Jutaí, São Paulo de Olivença e Tabatinga): das 6h às 15h
- Amazonas (demais municípios): das 7h às 16h
- Fernando de Noronha: das 9h às 18h
- Roraima, Rondônia, Mato Grosso e Mato Grosso do Sul: das 7h às 16h
- Distrito Federal e todos os demais estados: das 8h às 17h

## Campanhas

### Candidaturas à Presidência
Onze candidaturas foram registradas na Justiça Eleitoral pelos partidos políticos e estão apresentadas no quadro abaixo por ordem alfabética dos nomes de urna.
| Presidente                     | Presidente | Presidente | Cargo político anterior                            | Vice-presidente | Vice-presidente | Vice-presidente | Coligação                                                                                             | Número eleitoral | Tempo de horário eleitoral     |
| Candidato(a)                   | Partido    | Partido    | Cargo político anterior                            | Candidato(a)    | Partido         | Partido         | Coligação                                                                                             | Número eleitoral | Tempo de horário eleitoral     |
| ------------------------------ | ---------- | ---------- | -------------------------------------------------- | --------------- | --------------- | --------------- | --- | ---------------- | ------------------------------ |
| Ciro Gomes (Campanha)          |            | PDT        | Deputado federal pelo Ceará (2007–2011)            | Ana Paula Matos |                 | PDT             | Sem coligação                                                                                         | 12               | 52s                            |
| Constituinte Eymael (Campanha) |            | DC         | Deputado federal por São Paulo (1986–1995)         | Professor Bravo |                 | DC              | Sem coligação                                                                                         | 27               | Sem tempo no horário eleitoral |
| Felipe d'Avila (Campanha)      |            | NOVO       | Sem cargo político anterior                        | Tiago Mitraud   |                 | NOVO            | Sem coligação                                                                                         | 30               | 22s                            |
| Jair Bolsonaro (Campanha)      |            | PL         | Presidente do Brasil (2019–2022)                   | Braga Netto     |                 | PL              | Pelo Bem do Brasil PL, Republicanos, PP                                                               | 22               | 2min38s                        |
| Léo Péricles (Campanha)        |            | UP         | Sem cargo político anterior                        | Samara Martins  |                 | UP              | Sem coligação                                                                                         | 80               | Sem tempo no horário eleitoral |
| Lula (Campanha)                |            | PT         | Presidente do Brasil (2003–2011)                   | Geraldo Alckmin |                 | PSB             | Brasil da Esperança FE Brasil (PT, PCdoB, PV), Fed. PSOL REDE, PSB, Solidariedade, Avante, Agir, PROS | 13               | 3min39s                        |
| Padre Kelmon (Campanha)        |            | PTB        | Sem cargo político anterior                        | Pastor Gamonal  |                 | PTB             | Sem coligação                                                                                         | 14               | 25s                            |
| Simone Tebet (Campanha)        |            | MDB        | Senadora pelo Mato Grosso do Sul (2015–2023)       | Mara Gabrilli   |                 | PSDB            | Brasil para Todos MDB, Fed. PSDB Cidadania, PODE                                                      | 15               | 2min20s                        |
| Sofia Manzano (Campanha)       |            | PCB        | Sem cargo político anterior                        | Antonio Alves   |                 | PCB             | Sem coligação                                                                                         | 21               | Sem tempo no horário eleitoral |
| Soraya Thronicke (Campanha)    |            | UNIÃO      | Senadora pelo Mato Grosso do Sul (2019–atualmente) | Marcos Cintra   |                 | UNIÃO           | Sem coligação                                                                                         | 44               | 2min10s                        |
| Vera (Campanha)                |            | PSTU       | Sem cargo político anterior                        | Raquel Tremembé |                 | PSTU            | Sem coligação                                                                                         | 16               | Sem tempo no horário eleitoral |

### Campanhas estaduais
- Eleições no Acre
- Eleições em Alagoas
- Eleições no Amapá
- Eleições no Amazonas
- Eleições na Bahia
- Eleições no Ceará
- Eleições no Distrito Federal
- Eleições no Espírito Santo
- Eleições em Goiás
- Eleições no Maranhão
- Eleições em Mato Grosso
- Eleições em Mato Grosso do Sul
- Eleições em Minas Gerais
- Eleições no Paraná
- Eleições na Paraíba
- Eleições no Pará
- Eleições em Pernambuco
- Eleições no Piauí
- Eleições no Rio de Janeiro
- Eleições no Rio Grande do Norte
- Eleições no Rio Grande do Sul
- Eleições em Rondônia
- Eleições em Roraima
- Eleições em São Paulo
- Eleições em Santa Catarina
- Eleições em Sergipe
- Eleições no Tocantins

## Governadores eleitos
| Bandeira | Estado              | UF | Governador          | Partido      | Vice-governador      |
| -------- | ------------------- | -- | ------------------- | ------------ | -------------------- |
|          | Acre                | AC | Gladson Cameli      | PP           | Mailza Gomes         |
|          | Alagoas             | AL | Paulo Dantas        | MDB          | Ronaldo Lessa        |
|          | Amapá               | AP | Clécio Luís         | SD           | Antônio Teles Júnior |
|          | Amazonas            | AM | Wilson Lima         | UNIÃO        | Tadeu de Souza       |
|          | Bahia               | BA | Jerônimo Rodrigues  | PT           | Geraldo Júnior       |
|          | Ceará               | CE | Elmano de Freitas   | PT           | Jade Romero          |
|          | Distrito Federal    | DF | Ibaneis Rocha       | MDB          | Celina Leão          |
|          | Espírito Santo      | ES | Renato Casagrande   | PSB          | Ricardo Ferraço      |
|          | Goiás               | GO | Ronaldo Caiado      | UNIÃO        | Daniel Vilela        |
|          | Maranhão            | MA | Carlos Brandão      | PSB          | Felipe Camarão       |
|          | Mato Grosso         | MT | Mauro Mendes        | UNIÃO        | Otaviano Pivetta     |
|          | Mato Grosso do Sul  | MS | Eduardo Riedel      | PSDB         | José Carlos Barbosa  |
|          | Minas Gerais        | MG | Romeu Zema          | NOVO         | Mateus Simões        |
|          | Pará                | PA | Helder Barbalho     | MDB          | Hana Ghassan         |
|          | Paraíba             | PB | João Azevêdo        | PSB          | Lucas Ribeiro        |
|          | Paraná              | PR | Ratinho Junior      | PSD          | Darci Piana          |
|          | Pernambuco          | PE | Raquel Lyra         | PSDB         | Priscila Krause      |
|          | Piauí               | PI | Rafael Fonteles     | PT           | Themistocles Filho   |
|          | Rio de Janeiro      | RJ | Cláudio Castro      | PL           | Thiago Pampolha      |
|          | Rio Grande do Norte | RN | Fátima Bezerra      | PT           | Walter Alves         |
|          | Rio Grande do Sul   | RS | Eduardo Leite       | PSDB         | Gabriel Souza        |
|          | Rondônia            | RO | Marcos Rocha        | UNIÃO        | Sérgio Gonçalves     |
|          | Roraima             | RR | Antonio Denarium    | PP           | Edilson Damião       |
|          | Santa Catarina      | SC | Jorginho Mello      | PL           | Delegada Marilisa    |
|          | São Paulo           | SP | Tarcísio de Freitas | Republicanos | Felicio Ramuth       |
|          | Sergipe             | SE | Fábio Mitidieri     | PSD          | Zezinho Sobral       |
|          | Tocantins           | TO | Wanderlei Barbosa   | Republicanos | Laurez Moreira       |

## Senadores eleitos
Foi renovado um terço do Senado.
| Bandeira | Estado              | UF | Senadores eleitos (2023-2031) | Partido      | 1°s. suplentes eleitos       | 2°s. suplentes eleitos   |
| -------- | ------------------- | -- | ----------------------------- | ------------ | ---------------------------- | ------------------------ |
|          | Acre                | AC | Alan Rick                     | UNIÃO        | Gemil Junior                 | Coronel Casagrande       |
|          | Alagoas             | AL | Renan Filho                   | MDB          | Fernando Farias              | Adélia Maria             |
|          | Amapá               | AP | Davi Alcolumbre               | UNIÃO        | Josiel Alcolumbre            | Breno Chaves             |
|          | Amazonas            | AM | Omar Aziz                     | PSD          | Cheila Moreira               | João Pedro               |
|          | Bahia               | BA | Otto Alencar                  | PSD          | Terence Oliveira             | Hildinha Menezes         |
|          | Ceará               | CE | Camilo Santana                | PT           | Augusta Brito                | Janaína Farias           |
|          | Distrito Federal    | DF | Damares Alves                 | Republicanos | Manoel Arruda                | Egmar Tavares Silva      |
|          | Espírito Santo      | ES | Magno Malta                   | PL           | Abraão Veloso                | Tenente Emerson          |
|          | Goiás               | GO | Wilder Morais                 | PL           | Izaura Cardoso               | Hélio Araújo             |
|          | Maranhão            | MA | Flávio Dino                   | PSB          | Ana Paula Lobato             | Maria de Lourdes Pereira |
|          | Mato Grosso         | MT | Wellington Fagundes           | PL           | Mauro Carvalho               | Rosana Martinelli        |
|          | Mato Grosso do Sul  | MS | Tereza Cristina               | PP           | Tenente Portela              | Paulo Salomão            |
|          | Minas Gerais        | MG | Cleitinho Azevedo             | PSC          | Alex Diniz                   | Wander de Sousa          |
|          | Pará                | PA | Beto Faro                     | PT           | Josenir Gonçalves Nascimento | Leny Campêlo             |
|          | Paraíba             | PB | Efraim Morais Filho           | UNIÃO        | André Amaral                 | Erik Marinho             |
|          | Paraná              | PR | Sergio Moro                   | UNIÃO        | Luís Felipe Cunha            | Ricardo Guerra           |
|          | Pernambuco          | PE | Teresa Leitão                 | PT           | Silvio Costa                 | Francisco Alexandre      |
|          | Piauí               | PI | Wellington Dias               | PT           | Jussara Lima                 | Jose Amauri              |
|          | Rio de Janeiro      | RJ | Romário                       | PL           | Bruno Bonetti                | Andrea Fontes            |
|          | Rio Grande do Norte | RN | Rogério Marinho               | PL           | Flávio Azevedo               | Igor Targino             |
|          | Rio Grande do Sul   | RS | Hamilton Mourão               | Republicanos | Liziane Bayer                | Coronel Andreuzza        |
|          | Rondônia            | RO | Jaime Bagattoli               | PL           | Sebastião Valadares          | Dheep Rover              |
|          | Roraima             | RR | Hiran Gonçalves               | PP           | Jr Rodrigues                 | Aline Rezende            |
|          | Santa Catarina      | SC | Jorge Seif                    | PL           | Hermes Klann                 | Adrian Rogers Censi      |
|          | São Paulo           | SP | Marcos Pontes                 | PL           | Alberto Alves da Fonseca     | Sirlange Manga           |
|          | Sergipe             | SE | Laércio Oliveira              | PP           | Janier Mota                  | Fernando Carvalho        |
|          | Tocantins           | TO | Dorinha Rezende               | UNIÃO        | Lucineide Parizi Freitas     | Maurício Buffon          |

## Câmara dos Deputados eleita em 2022

### Por estado
| Estado              | Número de Vagas | Número de Vagas | Número de Vagas | Número de Vagas | Número de Vagas | Número de Vagas | Número de Vagas | Número de Vagas | Número de Vagas | Número de Vagas | Número de Vagas | Número de Vagas | Número de Vagas | Número de Vagas | Número de Vagas | Número de Vagas | Número de Vagas | Número de Vagas | Número de Vagas | Número de Vagas |  |  |
| Estado              | PL              | FE Brasil       | UNIÃO           | PP              | MDB             | PSD             | REP             | PSDB-Cidadania  | PDT             | PSOL-REDE       | PSB             | PODE            | Avante          | PSC             | Patriota        | Solidariedade   | NOVO            | PROS            | PTB             | Total           |  |  |
| ------------------- | --------------- | --------------- | --------------- | --------------- | --------------- | --------------- | --------------- | --------------- | --------------- | --------------- | --------------- | --------------- | --------------- | --------------- | --------------- | --------------- | --------------- | --------------- | --------------- | --------------- |  |  |
| Estado              |                 |                 |                 |                 |                 |                 |                 |                 |                 |                 |                 |                 |                 |                 |                 |                 |                 |                 |                 | Total           |  |  |
| Acre                |                 |                 | 3               | 3               |                 |                 | 2               |                 |                 |                 |                 |                 |                 |                 |                 |                 |                 |                 |                 | 8               |  |  |
| Alagoas             |                 | 2               | 1               | 4               | 2               |                 |                 |                 |                 |                 |                 |                 |                 |                 |                 |                 |                 |                 |                 | 9               |  |  |
| Amapá               | 3               |                 |                 |                 | 2               |                 |                 |                 | 3               |                 |                 |                 |                 |                 |                 |                 |                 |                 |                 | 8               |  |  |
| Amazonas            | 1               |                 | 2               |                 |                 | 2               | 2               | 1               |                 |                 |                 |                 |                 |                 |                 |                 |                 |                 |                 | 8               |  |  |
| Bahia               | 3               | 10              | 6               | 4               | 1               | 6               | 3               | 1               | 2               |                 | 1               | 1               | 1               |                 |                 |                 |                 |                 |                 | 39              |  |  |
| Ceará               | 5               | 3               | 4               | 1               | 1               | 3               |                 |                 | 5               |                 |                 |                 |                 |                 |                 |                 |                 |                 |                 | 22              |  |  |
| Distrito Federal    | 2               | 2               |                 |                 | 1               |                 | 3               |                 |                 |                 |                 |                 |                 |                 |                 |                 |                 |                 |                 | 8               |  |  |
| Espírito Santo      | 1               | 2               |                 | 2               |                 |                 | 2               |                 |                 |                 | 1               | 2               |                 |                 |                 |                 |                 |                 |                 | 10              |  |  |
| Goiás               | 4               | 2               | 2               | 2               | 2               | 1               | 1               | 1               | 1               |                 |                 |                 |                 | 1               |                 |                 |                 |                 |                 | 17              |  |  |
| Maranhão            | 4               | 2               | 2               | 2               | 1               | 1               | 1               |                 | 1               |                 | 1               | 1               |                 | 1               | 1               |                 |                 |                 |                 | 18              |  |  |
| Mato Grosso         | 4               |                 | 2               |                 | 2               |                 |                 |                 |                 |                 |                 |                 |                 |                 |                 |                 |                 |                 |                 | 8               |  |  |
| Mato Grosso do Sul  | 2               | 2               |                 | 1               |                 |                 |                 | 3               |                 |                 |                 |                 |                 |                 |                 |                 |                 |                 |                 | 8               |  |  |
| Minas Gerais        | 11              | 10              | 3               | 3               | 2               | 4               | 2               | 2               | 2               | 1               |                 | 2               | 5               | 1               | 3               | 1               |                 | 1               |                 | 53              |  |  |
| Paraná              | 3               | 6               | 4               | 4               | 1               | 7               | 1               | 1               |                 |                 | 1               | 1               |                 |                 |                 |                 |                 | 1               |                 | 30              |  |  |
| Paraíba             | 2               | 1               | 1               | 2               |                 |                 | 3               |                 |                 |                 | 1               |                 |                 | 2               |                 |                 |                 |                 |                 | 12              |  |  |
| Pará                | 3               | 2               | 1               |                 | 9               | 2               |                 |                 |                 |                 |                 |                 |                 |                 |                 |                 |                 |                 |                 | 17              |  |  |
| Pernambuco          | 4               | 3               | 3               | 4               | 1               |                 | 2               |                 |                 | 1               | 5               |                 | 1               |                 |                 | 1               |                 |                 |                 | 25              |  |  |
| Piauí               |                 | 5               |                 | 2               |                 | 3               |                 |                 |                 |                 |                 |                 |                 |                 |                 |                 |                 |                 |                 | 10              |  |  |
| Rio de Janeiro      | 11              | 6               | 6               | 3               | 2               | 4               | 3               |                 | 1               | 5               | 1               | 1               |                 |                 |                 | 1               |                 | 1               | 1               | 46              |  |  |
| Rio Grande do Norte | 4               | 2               | 2               |                 |                 |                 |                 |                 |                 |                 |                 |                 |                 |                 |                 |                 |                 |                 |                 | 8               |  |  |
| Rio Grande do Sul   | 4               | 7               | 1               | 3               | 3               | 1               | 3               | 3               | 2               | 1               | 1               | 1               |                 |                 |                 |                 | 1               |                 |                 | 31              |  |  |
| Rondônia            | 2               |                 | 4               |                 | 2               |                 |                 |                 |                 |                 |                 |                 |                 |                 |                 |                 |                 |                 |                 | 8               |  |  |
| Roraima             |                 |                 | 2               |                 | 2               | 1               | 3               |                 |                 |                 |                 |                 |                 |                 |                 |                 |                 |                 |                 | 8               |  |  |
| Santa Catarina      | 6               | 2               | 1               |                 | 3               | 2               |                 | 1               |                 |                 |                 |                 |                 |                 |                 |                 | 1               |                 |                 | 16              |  |  |
| Sergipe             | 1               | 1               | 2               | 1               |                 | 2               | 1               |                 |                 |                 |                 |                 |                 |                 |                 |                 |                 |                 |                 | 8               |  |  |
| São Paulo           | 17              | 11              | 6               | 4               | 5               | 3               | 5               | 5               |                 | 6               | 2               | 3               |                 | 1               |                 | 1               | 1               |                 |                 | 70              |  |  |
| Tocantins           | 2               |                 | 1               | 2               |                 |                 | 3               |                 |                 |                 |                 |                 |                 |                 |                 |                 |                 |                 |                 | 8               |  |  |
| Total               | 99              | 81              | 59              | 47              | 42              | 42              | 40              | 18              | 17              | 14              | 14              | 12              | 7               | 6               | 4               | 4               | 3               | 3               | 1               | 513             |  |  |

### Por região
| Região       | Número de Vagas | Número de Vagas | Número de Vagas | Número de Vagas | Número de Vagas | Número de Vagas | Número de Vagas | Número de Vagas | Número de Vagas | Número de Vagas | Número de Vagas | Número de Vagas | Número de Vagas | Número de Vagas | Número de Vagas | Número de Vagas | Número de Vagas | Número de Vagas | Número de Vagas | Número de Vagas |  |  |
| Região       | PL              | FE Brasil       | UNIÃO           | PP              | MDB             | PSD             | REP             | PSDB-Cidadania  | PDT             | PSOL-REDE       | PSB             | PODE            | Avante          | PSC             | Patriota        | Solidariedade   | NOVO            | PROS            | PTB             | Total           |  |  |
| ------------ | --------------- | --------------- | --------------- | --------------- | --------------- | --------------- | --------------- | --------------- | --------------- | --------------- | --------------- | --------------- | --------------- | --------------- | --------------- | --------------- | --------------- | --------------- | --------------- | --------------- |  |  |
| Região       |                 |                 |                 |                 |                 |                 |                 |                 |                 |                 |                 |                 |                 |                 |                 |                 |                 |                 |                 | Total           |  |  |
| Centro-Oeste | 12              | 6               | 4               | 3               | 5               | 1               | 4               | 4               | 1               |                 |                 |                 |                 | 1               |                 |                 |                 |                 |                 | 41              |  |  |
| Nordeste     | 23              | 28              | 21              | 20              | 6               | 15              | 10              | 1               | 8               | 1               | 8               | 2               | 2               | 3               | 1               | 1               |                 |                 |                 | 151             |  |  |
| Norte        | 11              | 2               | 13              | 5               | 15              | 5               | 10              | 1               | 3               |                 |                 |                 |                 |                 |                 |                 |                 |                 |                 | 65              |  |  |
| Sudeste      | 40              | 28              | 16              | 12              | 9               | 11              | 12              | 7               | 3               | 12              | 4               | 8               | 5               | 2               | 3               | 3               | 1               | 2               | 1               | 179             |  |  |
| Sul          | 13              | 15              | 5               | 7               | 7               | 10              | 4               | 5               | 2               | 1               | 2               | 2               |                 |                 |                 |                 | 2               | 1               |                 | 77              |  |  |
| Total        | 99              | 81              | 59              | 47              | 42              | 42              | 40              | 18              | 17              | 14              | 14              | 12              | 7               | 6               | 4               | 4               | 3               | 3               | 1               | 513             |  |  |

### Nacional
| Partido ou aliança                 | Partido ou aliança                             | Partido ou aliança                             | Partido ou aliança                             | Votos       | %      | Assentos | +/–  |
| ---------------------------------- | ---------------------------------------------- | ---------------------------------------------- | ---------------------------------------------- | ----------- | ------ | -------- | ---- |
|                                    | Partido Liberal                                | Partido Liberal                                | Partido Liberal                                | 18.200.300  | 16,64  | 99       | +66  |
|                                    | Federação Brasil da Esperança                  |                                                | Partido dos Trabalhadores                      | 13.236.698  | 12.10  | 69       | +13  |
|                                    | Federação Brasil da Esperança                  | Partido Comunista do Brasil                    | 1.154.712                                      | 1.06        | 6      | –4       |      |
|                                    | Federação Brasil da Esperança                  | Partido Verde                                  | 954.578                                        | 0,87        | 6      | +2       |      |
|                                    | União Brasil                                   | União Brasil                                   | União Brasil                                   | 10.215.433  | 9.34   | 59       | –22  |
|                                    | Progressistas                                  | Progressistas                                  | Progressistas                                  | 8.692.918   | 7,95   | 47       | +10  |
|                                    | Partido Social Democrático                     | Partido Social Democrático                     | Partido Social Democrático                     | 8.293.956   | 7,58   | 42       | +8   |
|                                    | Movimento Democrático Brasileiro               | Movimento Democrático Brasileiro               | Movimento Democrático Brasileiro               | 7.870.810   | 7.19   | 42       | +8   |
|                                    | Republicanos                                   | Republicanos                                   | Republicanos                                   | 7.610.894   | 6,96   | 40       | +10  |
|                                    | Federação PSDB-Cidadania                       |                                                | Partido da Social Democracia Brasileira        | 3.309.061   | 3.02   | 13       | -16  |
|                                    | Federação PSDB-Cidadania                       | Cidadania                                      | 1.614.106                                      | 1,48        | 5      | –3       |      |
|                                    | Federação PSOL-REDE                            |                                                | Partido Socialismo e Liberdade                 | 3.852.246   | 3,52   | 12       | +2   |
|                                    | Federação PSOL-REDE                            | Rede Sustentabilidade                          | 782.917                                        | 0,72        | 2      | +1       |      |
|                                    | Partido Socialista Brasileiro                  | Partido Socialista Brasileiro                  | Partido Socialista Brasileiro                  | 4.173.479   | 3,81   | 14       | -18  |
|                                    | Partido Democrático Trabalhista                | Partido Democrático Trabalhista                | Partido Democrático Trabalhista                | 3.828.367   | 3,50   | 17       | -11  |
|                                    | Podemos                                        | Podemos                                        | Podemos                                        | 3.610.634   | 3.30   | 12       | –5   |
|                                    | Avante                                         | Avante                                         | Avante                                         | 2.192.518   | 2,00   | 7        | 0    |
|                                    | Partido Social Cristão                         | Partido Social Cristão                         | Partido Social Cristão                         | 1.944.678   | 1,78   | 6        | -2   |
|                                    | Solidariedade                                  | Solidariedade                                  | Solidariedade                                  | 1.702.519   | 1,56   | 4        | -9   |
|                                    | Patriota                                       | Patriota                                       | Patriota                                       | 1.526.570   | 1,40   | 4        | –5   |
|                                    | Partido Trabalhista Brasileiro                 | Partido Trabalhista Brasileiro                 | Partido Trabalhista Brasileiro                 | 1.422.652   | 1.30   | 1        | -9   |
|                                    | Novo                                           | Novo                                           | Novo                                           | 1.354.754   | 1.24   | 3        | -5   |
|                                    | Partido Republicano da Ordem Social            | Partido Republicano da Ordem Social            | Partido Republicano da Ordem Social            | 799.661     | 0,73   | 3        | -5   |
|                                    | Partido Renovador Trabalhista Brasileiro       | Partido Renovador Trabalhista Brasileiro       | Partido Renovador Trabalhista Brasileiro       | 292.371     | 0,27   | 0        | 0    |
|                                    | Partido da Mobilização Nacional                | Partido da Mobilização Nacional                | Partido da Mobilização Nacional                | 256.578     | 0,23   | 0        | -3   |
|                                    | Agir                                           | Agir                                           | Agir                                           | 158.868     | 0,15   | 0        | –2   |
|                                    | Democracia Cristã                              | Democracia Cristã                              | Democracia Cristã                              | 97.741      | 0,09   | 0        | -1   |
|                                    | Partido Comunista Brasileiro                   | Partido Comunista Brasileiro                   | Partido Comunista Brasileiro                   | 85.511      | 0,08   | 0        | 0    |
|                                    | Partido da Mulher Brasileira                   | Partido da Mulher Brasileira                   | Partido da Mulher Brasileira                   | 83.055      | 0,08   | 0        | 0    |
|                                    | Unidade Popular                                | Unidade Popular                                | Unidade Popular                                | 54.586      | 0,05   | 0        | Novo |
|                                    | Partido Socialista dos Trabalhadores Unificado | Partido Socialista dos Trabalhadores Unificado | Partido Socialista dos Trabalhadores Unificado | 27.995      | 0,03   | 0        | 0    |
|                                    | Partido da Causa Operária                      | Partido da Causa Operária                      | Partido da Causa Operária                      | 7.308       | 0,01   | 0        | 0    |
| Total                              | Total                                          | Total                                          | Total                                          | 109.408.474 | 100,00 | 513      | 0    |
|                                    |                                                |                                                |                                                |             |        |          |      |
| Votos válidos                      | Votos válidos                                  | Votos válidos                                  | Votos válidos                                  | 109.408.474 | 88,81  |          |      |
| Votos inválidos                    | Votos inválidos                                | Votos inválidos                                | Votos inválidos                                | 6.285.972   | 5.10   |          |      |
| Votos em branco                    | Votos em branco                                | Votos em branco                                | Votos em branco                                | 7.501.125   | 6.09   |          |      |
| Total de votos                     | Total de votos                                 | Total de votos                                 | Total de votos                                 | 123.195.571 | 100,00 |          |      |
| Eleitores registrados/participação | Eleitores registrados/participação             | Eleitores registrados/participação             | Eleitores registrados/participação             | 155.557.422 | 79,20  |          |      |
| Fonte: Tribunal Superior Eleitoral |                                                |                                                |                                                |             |        |          |      |